# 德蘇·烏札拉

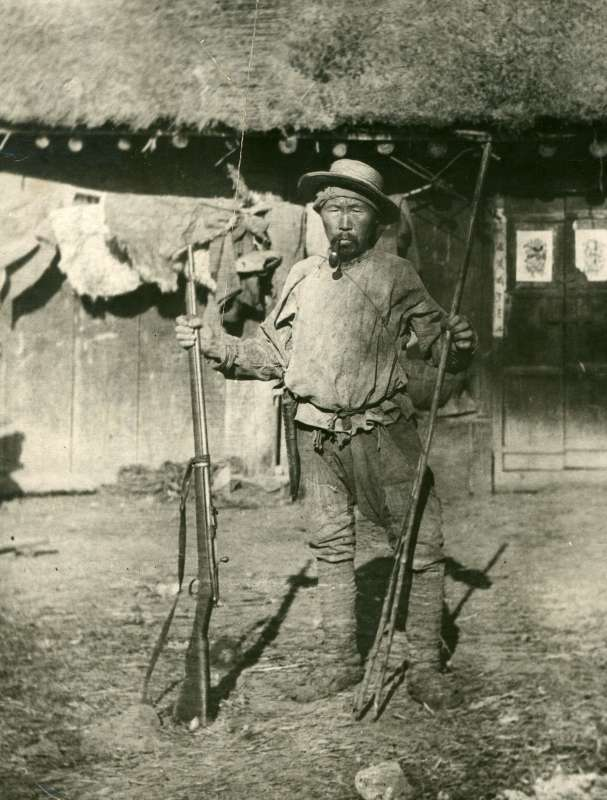
德蘇·烏札拉, 阿爾森尼耶夫攝

德蘇·烏札拉（1849年—1908年3月13日）是一位那乃人（赫哲族）猎人。1902年至1907年間，俄羅斯探險家弗拉基米爾·阿爾森尼耶夫在探勘遠東聯邦管區烏蘇里江盆地時，他为探勘隊担任了嚮導一職。1923年，阿尔森尼耶夫出版了名为《德蘇·烏札拉》的書，记述是次勘探行程。

## 生平
阿爾森尼耶夫在1902年開始在遠東的烏蘇里江附近考察。他記錄了無數種西伯利亞的植物和當地原住民的生活模式。據他書中描述, 德蘇·烏札拉是位偉大的獵人，憑藉森林中謀生的經驗，在行程中多次從飢餓和嚴寒中拯救整個探勘隊。在1907年，德蘇·烏札拉年紀老邁，視力和其他感官退化而妨礙到森林打獵的謀生能力，阿爾森尼耶夫邀請他到位於哈巴羅夫斯克的住所共同生活。但是，德蘇·烏札拉發現城市公園內不准斬樹，建屋，生火，在城市範圍內亦不准狩獵。1908年春天，他因無法適應城市生活，向阿爾森尼耶夫請求，徒步回到他位於濱海邊疆區森林的家。阿爾森尼耶夫送了一把新步槍給他，作為告別禮。
根據阿爾森尼耶夫書中記載，德蘇·烏札拉返鄉後在Korfovskiy鎮附近遇害，推測謀害者因為想要他的新步槍而起殺機。他被葬於針葉林中，墓地旁一棵作為標記的樹俟後也被砍伐消失。

## 相關影視
- 1961 - 德尔苏·乌扎拉 （Дерсу Узала） 蘇聯，導演：Agasi Babayan
- 1975 - 德蘇烏扎拉 （Дерсу Узала）  蘇聯/日本，導演：黑澤明

## 外部連結
- 黃英雄的部落格:德蘇烏扎拉（Dersu Uzala） - 樂多日誌
- 德蘇·烏札拉, pdf文档。
- Dersu Uzala Info （页面存档备份，存于）